# أ. ر. شو
أ. ر. شو هو سياسي أمريكي، ولد في 4 فبراير 1922، وتوفي في 9 مارس 2013. نشط حزبياً في الحزب الجمهوري. وقد انتخب عضو مجلس نواب داكوتا الشمالية ‏.